# Emmanuelle Bach
Emmanuel Bach (nacida como Emanuelle Anouk El Kabbach el 30 de mayo de 1968 en París ) es una actriz francesa de cine y televisión. 

## Historia
Es hija de Holda Trenkle ("Holda Fonteyn") y del periodista Jean-Pierre Elkabbach .
A los 19 años, abandonó sus estudios de historia y tomó lecciones dramáticas de arte de Jean-Laurent Cochet . Apareció en su primera película a principios de la década de 1990. 
Desde 2008 y 2017, tuvo un papel en la serie de televisión Un village français . 

## Filmografía

### Cine
- 1991: Les Clés du paradis : una enfermera en un hospital psiquiátrico
- 1994: Llegando a un acuerdo con los muertos : la periodista
- 1994: Un Domingo en París : María
- 1994: Le fou de la Tour : Sofía
- 1996: Le Retour du chat
- 1997: La Parenthèse por Jean-Louis Benoît : Cécile Moriantes
- 1997: Después del sexo : Carolina
- 1998: Rsperando la nieve
- 2002: Les Frères Gravet : Léone Gravet
- 2002: Aurélien : Amandine
- 2013: Le Ballon de rouge (cortometraje) de Sylvain Bressollette : la mujer de 38 años
- 2014: 24 días por Alexandre Arcady : la juez de instrucción

### Televisión
- 1995–6   : El cliente (serie de televisión, 3 ep. ): Nicole
- 1996: J'ai rendez-vous avec vous (película para televisión): Sylvie
- 1998: New York Police Blues (serie de televisión, temporada 6)
- 1999–2007: PJ (serie de televisión, ep. 27 a 127): Capitana Agathe Monnier
- 2004: Sauveur Giordano (serie de televisión, ep. "Harcèlements"): Lydia Neuville
- 2005: Vous êtes libre? (Película para televisión): Audrey
- 2005: Jeff et Léo, flics et jumeaux (serie, ep. "Jardin zen"): Marianne Vasseur
- 2006: Avocats et Associés (serie, temporada 9) Crimen, Desorden : Capitán Agathe Monnier
- 2010: Un bébé pour mes 40 ans por Pierre Joassin (película para televisión): Natacha Descombes
- 2010: Coup de chaleur (película para televisión): Claire Noguera
- 2013: Clem (temporada 3, ep.8, 9, 10; temporada 4 ep.11 y 12; temporada 5, ep.16, 19): Vic
- 2013: Enquêtes réservées (serie de televisión, temporada 6, ep. L'ombre du palais ): Nicole Alfonsi
- 2014–6: Les hommes de l'ombre, (temporadas 2 y 3): Apolline Vremler
- 2016: Sección de investigaciones (temporada 10, ep. 10: "L'absente"): Juliette Dantec
- 2008–17: Un village français (series de televisión, temporadas 1 a 7): Jeannine Schwartz, luego Chassagne née Decantillon

### Videos musicales
- Alain Souchon : L'Amour à la machine